# دژانک
دژانک (به قزاقی: Dzhanek) یک منطقهٔ مسکونی در قزاقستان است که در شهرستان سرکند واقع شده‌است.